# Tiptur
Tiptur é um cidade no distrito de Tumkur, no estado indiano de Karnataka.

## Geografia
Tiptur está localizada a 13° 16′ N, 76° 29′ L. Tem uma altitude média de 862 metros (2828 pés).

## Demografia
Segundo o censo de 2001, Tiptur tinha uma população de 53 043 habitantes. Os indivíduos do sexo masculino constituem 51% da população e os do sexo feminino 49%. Tiptur tem uma taxa de literacia de 74%, superior à média nacional de 59,5%: a literacia no sexo masculino é de 79% e no sexo feminino é de 69%. Em Tiptur, 11% da população está abaixo dos 6 anos de idade.